# Thích nghi thẩm thấu
Thích nghi thẩm thấu là quá trình sinh lý liên quan đến việc điều chỉnh nồng độ thẩm thấu của một nhóm các động vật biển. Trái với các động vật điều hòa thẩm thấu, động vật thích nghi thẩm thấu luôn luôn giữ nồng độ thẩm thấu trong thể dịch bằng với nồng độ thẩm thấu của môi trường nước bên ngoài. Trong quá trình thích nghi thẩm thấu, các động vật này làm giảm lượng nước thấm vào hay thấm ra ngoài cơ thể và giữ nồng độ chất tan trong cơ thể bằng với nồng độ của môi trường xung quanh.
Các sinh vật biển như mực và lớp Ascidiacea thuộc phân ngành Sống đuôi thông thường có thể dịch ở trạng thái đẳng trương và có thành phần ion giống như của nước và vì vậy chúng không phải phí công sức và năng lượng thực hiện việc điều hòa thẩm thấu. Động vật có xương sống duy nhất có khả năng thực hiện được điều này là cá bà già (Myxinidae), một động vật có hộp sọ, tuy nhiên nó chưa hoàn toàn được công nhận là động vật có xương sống. Trong trường hợp cá bà già, quá trình thích nghi thẩm thấu xảy ra hơi khác: huyết tương của cá có nồng độ ion hóa trị hai (Ca2+, Mg2+, SO42-) hơi nhỏ hơn trong nước biển, còn nồng độ ion hóa trị một lại hơi lớn hơn. Chính vì vậy cá bà già cũng cần phải tiêu tốn một phần năng lượng cho việc điều hòa thẩm thấu.
Một số động vật có xương sống khác có sử dụng biện pháp thích nghi thẩm thấu là Phân lớp Cá mang tấm, bao gồm các loài cá sụn như cá mập, cá đuối. Thể dịch của chúng đẳng trương với môi trường nước biển, nhưng nồng độ thẩm thấu cao của chúng được duy trì bằng cách giữ nồng độ các chất tan hữu cơ cao bất thường. Cá mập tích trữ nồng độ urê trong cơ thể rất cao, và do urê có xu hướng làm biến tính protein khi ở nổng độ cao như vậy, cá mập cũng tích trữ nhiều Trimethylamine N-oxit để hóa giải tác hại này.